# Сказка за сказкой (мультфильм)
«Сказка за сказкой» (венг.  Meséröl Mesére) — рисованный советско-венгерский
мультипликационный фильм, созданный в 1974 году. Совместное производство «Союзмультфильм» (СССР) и «Паннония-филм» (венг. Pannónia Filmstúdió) (Венгрия).

## Сюжет
«Козёл да баран» — по мотивам русской сказки.
Жили-были старик со старухой и были у них только козёл да баран.

Посадила старуха в огороде капусту, а козёл и баран всё съели. Старик стал ругаться. Обиделись козёл с бараном и ушли в лес, где нашли волчью голову, и козёл взял её с собой. А когда вышли на поляну, встретились там с волками! Тут козёл вспомнил про волчью голову и давай её подбрасывать да перед волками своими победами хвастать! Испугались серые и убежали. А козёл и баран домой отправились. Пришли, а волки и туда добрались! Козёл бросил в волков волчью голову и поскакал на них грозя рогами, а баран — следом. И волки убежали. А старик со старухой обрадовались возвращению козла да барана.
«Петер — весёлый обманщик» — по мотивам венгерских народных сказок.
Сказка о том, как обычный, но очень хитрый крестьянин, которого все звали Петер-обманщик, поспорил с трактирщиком на свои деньги, что сумеет прокатиться на короле верхом. Петер сумел обмануть и перехитрить коварного и бесчестного короля, прокатился по площади на нём верхом и выиграл спор.

## Над фильмом работали

### «Козёл да баран»
- Автор сценария: Арпад Балаж
- Режиссёр: Жолт Рихли
- Художник-постановщик: Дьёрдь Чонка
- Художники-мультипликаторы: Кати Банки, Енё Кольтаи, Эдит Салаи (в титрах как Э. Салан), Золтан Марош
- Оператор: Ирен Хенрик
- Звукооператор: Петер Баршонь
- Монтажёр: Янош Ципауер
- Редактор: Андраш Ошват
- Директор картины: Марта Чиллаг
- Текст читает: Вячеслав Невинный
- В титрах использован вальс-шутка «Музыкальная табакерка» Анатолия Лядова

### «Петер — весёлый обманщик»
- Автор сценария: Юрий Энтин
- Композитор: Евгений Крылатов
- Режиссёры: Владимир Пекарь, Владимир Попов
- Художник-постановщик: Гелий Аркадьев
- Художники-мультипликаторы: Анатолий Абаренов, Наталия Богомолова, Виолетта Колесникова, Олег Комаров, Юрий Мещеряков, Александр Мазаев
- Роли озвучивал: Олег Анофриев
- Оператор: Нина Климова
- Звукооператор: Борис Фильчиков
- Монтаж: Наталии Степанцевой
- Редактор: Раиса Фричинская
- Директор картины: Фёдор Иванов